# 中村健兒
中村健児（なかむら けんじ、1903年11月23日 - 1984年7月30日）は、日本の生物学者（動物学・発生生物学・細胞生物学）。京都大学名誉教授。理学博士。

## 来歴・人物
男爵中村雄次郎の六男。中村貫之の弟。
細胞分裂時の染色体に関する研究、爬虫類の分類学的研究を行った。

## 略歴
- 1946年3月8日 - 1949年5月29日 京都大学理学部動物学教室 助教授
- 1949年5月30日 - 1967年4月1日 京都大学理学部動物学教室 教授
- 1967年4月1日 - 京都大学名誉教授[3]

## その他
- 日本原生動物学会 幹事[4] 1967年（発足）～1970年
- 日本動物学会 大会長[5]

## 代表的な著書
- 中村健児・上野俊一, 原色日本両生爬虫類図鑑, 保育社, 1963
- 中村健児, 動物系統分類学 第9巻下1B（爬虫類I）, 中山書店, 1988
- 中村健児・疋田努・松井正文, 動物系統分類学 第9巻下2B（爬虫類II）, 中山書店, 1988